# Seznam mravencovitých v Česku
Seznam mravencovitých v České republice.

## Seznam

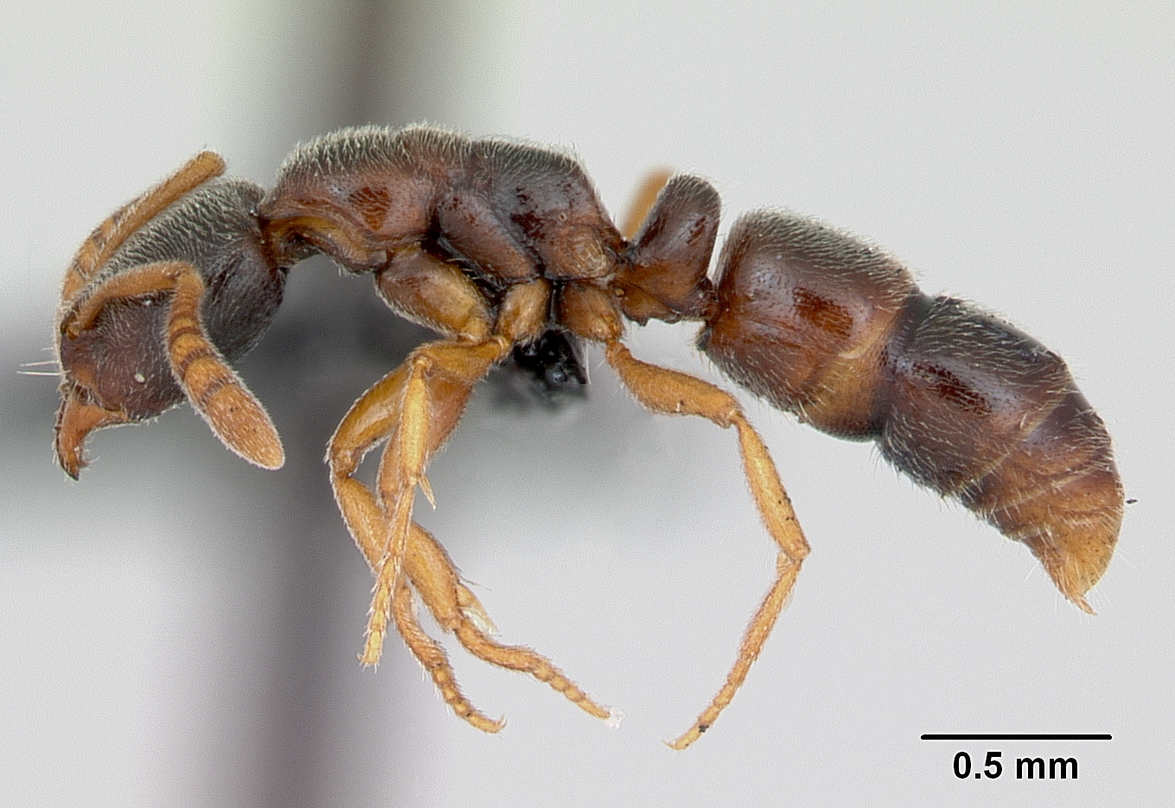
Ponera coarctata

FORMICIDAE Latreille, 1809
PONERINAE Lepeletier de Saint-Fargeau, 1835
Ponera Latreille, 1804
- Ponera coarctata (Latreille, 1802) – mravenec zemní
- Ponera testacea Emery, 1895

Hypoponera Santschi, 1938
- Hypoponera cf. punctatissima (Roger, 1859) – mravenec jamkovaný

PROCERATIINAE Emery, 1895
Proceratium Roger, 1863
- Proceratium melinum (Roger, 1860)

= Sysphincta europaea Forel, 1886
= Sysphincta fialai Kratochvíl, 1944

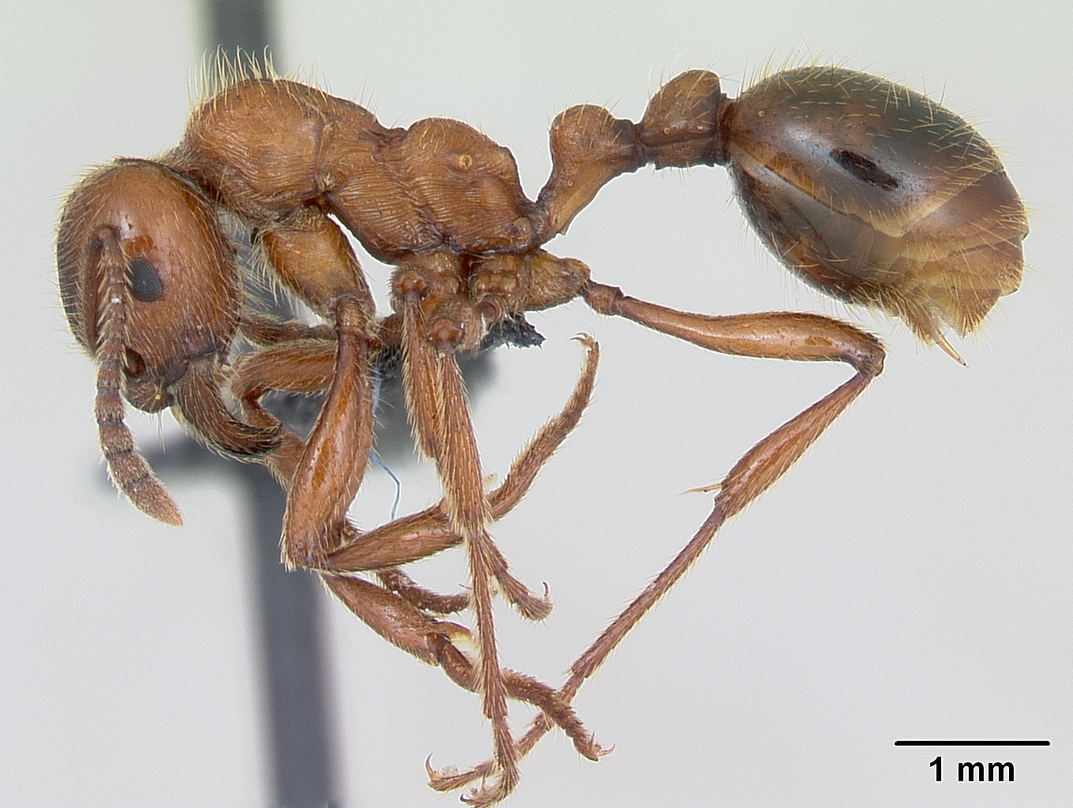
Manica rubida

MYRMICINAE Lepeletier de Saint-Fargeau, 1835
Manica Jurine, 1807
- Manica rubida (Latreille, 1802) – mravenec horský

= Myrmica rubida (Latreille, 1802)
Myrmica Latreille, 1804
= Symbiomyrma Arnol’di, 1930
= Sifolinia Emery, 1907
- Myrmica bergi Ruszky, 1902
- Myrmica lacustris Ruzsky, 1905

= Myrmica deplanata Emery, 1921
= Myrmica moravica Soudek, 1922
- Myrmica gallienii Bondroit, 1920
- Myrmica hellenica Finzi, 1926
- Myrmica hirsuta Elmes, 1978
- Myrmica karavajevi (Arnol’di, 1930) – mravenec Karavajevův

= Sifolinia pechi Samšiňák, 1957
- Myrmica lobicornis Nylander, 1846
- Myrmica lonae Finzi, 1926
- Myrmica rubra (Linnaeus, 1758) – mravenec žahavý

= Myrmica laevinodis Nylander, 1846
= Myrmica microrubra Seifert, 1993
- Myrmica ruginodis Nylander, 1846 – mravenec rezavý
- Myrmica rugulosa Nylander, 1849
- Myrmica sabuleti Meinert, 1861
- Myrmica scabrinodis Nylander, 1846 – mravenec drsný

= Myrmica pilosiscapus Bondroit, 1920
- Myrmica schencki Viereck, 1903
- Myrmica salina Ruzsky, 1905

= Myrmica slovaca Sadil, 1952
- Myrmica specioides Bondroit, 1918

= Myrmica balcanica Sadil, 1952
- Myrmica sulcinodis Nylander, 1846
- Myrmica vandeli Bondroit, 1920

Stenamma Westwood, 1839
- Stenamma debile (Förster, 1850) – mravenec malátný

Aphaenogaster Mayr, 1853
- Aphaenogaster subterranea (Latreille, 1798) – mravenec podzemní

Messor Forel, 1890
- Messor cf. structor (Latreille, 1798) – mravenec zrnojed

= Messor muticus (Nylander, 1849)
Myrmecina Curtis, 1829
- Myrmecina graminicola (Latreille, 1802) – mravenec pomalý

Monomorium Mayr, 1855
- Monomorium pharaonis (Linnaeus, 1758) – mravenec faraon

Solenopsis Westwood, 1840
= Diplorhoptrum Mayr, 1855
- Solenopsis fugax (Latreille, 1798) – mravenec příživný

Formicoxenus Mayr, 1855
- Formicoxenus nitidulus (Nylander, 1846) – mravenec lesknavý

Harpagoxenus Forel, 1893
- Harpagoxenus sublaevis (Nylander, 1849) – mravenec hranatý

Leptothorax Mayr, 1855
= Mychothorax Ruzsky, 1904
- Leptothorax acervorum (Fabricius, 1793) – mravenec hromadný
- Leptothorax gredleri Mayr, 1855
- Leptothorax muscorum (Nylander, 1846) – mravenec mechový

Temnothorax Mayr, 1861
= Myrafont M. R. Smith, 1950
- Temnothorax affinis (Mayr, 1855)
- Temnothorax clypeatus (Mayr, 1853)
- Temnothorax corticalis (Schenck, 1852)
- Temnothorax crassispinus (Karavaiev, 1926) – mravenec dlouhoostný

= Leptothorax nylanderi slavonicus Seifert, 1995
- Temnothorax interruptus (Schenck, 1852)
- Temnothorax lichtensteini (Bondroit, 1918)
- Temnothorax luteus (Forel, 1874)
- Temnothorax nadigi (Kutter, 1925)
- Temnothorax nigriceps (Mayr, 1855)
- Temnothorax nylanderi (Förster, 1850)
- Temnothorax parvulus (Schenck, 1852)
- Temnothorax saxonicus (Seifert, 1995)

= Leptothorax sordidulus saxonicus Seifert, 1995
- Temnothorax sordidulus (Müller, 1923)
- Temnothorax tuberum (Fabricius, 1775)
- Temnothorax unifasciatus (Latreille, 1798) – mravenec páskovaný

Myrmoxenus Ruzsky, 1902
= Epimyrma Emery, 1915
- Myrmoxenus ravouxi (André, 1896) – mravenec Ravouxův

Anergates Forel, 1874
- Anergates atratulus (Schenck, 1852) – mravenec parazitný

Tetramorium Mayr, 1855
- Tetramorium caespitum (Linnaeus, 1758) – mravenec drnový
- Tetramorium ferox Ruzsky, 1903
- Tetramorium forte Forel, 1904
- Tetramorium impurum (Förster, 1850)

= Tetramorium staerckei Kratochvíl, 1944
- Tetramorium moravicum Kratochvíl, 1941
- Tetramorium ‘sp. E’

Strongylognathus Mayr, 1853
- Strongylognathus kratochvili Šilhavý, 1937

= Strongylognathus bulgaricus Pisarski, 1966
- Strongylognathus testaceus (Schenck, 1852) – mravenec cizopasný

DOLICHODERINAE Forel, 1878
Dolichoderus Lund, 1831

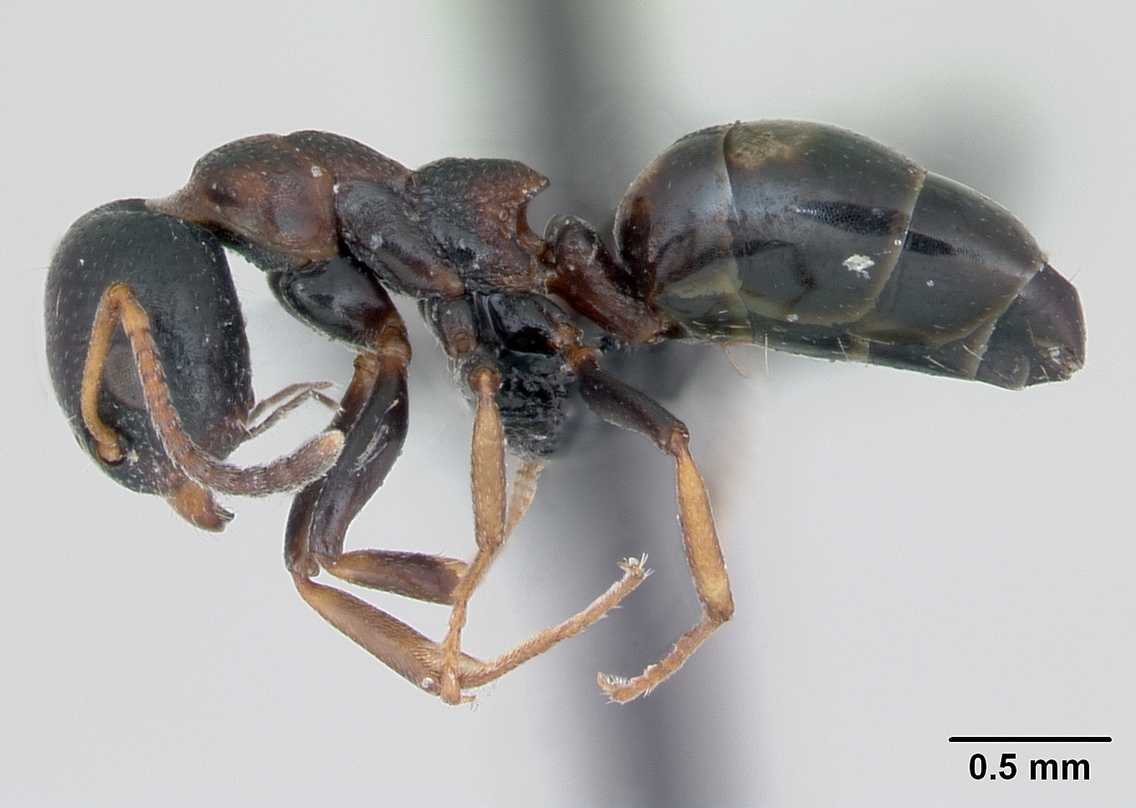
Dolichoderus quadripunctatus

- Dolichoderus quadripunctatus (Linnaeus, 1771) – mravenec čtyřskvrnný

Liometopum Mayr, 1861
- Liometopum microcephalum (Panzer, 1798) – mravenec lužní

Bothriomyrmex Emery, 1869
- Bothriomyrmex gibbus Soudek, 1925 – mravenec krasový
- Bothriomyrmex corsicus mohelensis Novák, 1941

Tapinoma Förster, 1850
- Tapinoma ambiguum Emery, 1925
- Tapinoma erraticum (Latreille, 1798) – mravenec potulný

FORMICINAE Latreille, 1809
Plagiolepis Mayr, 1861
= Aporomyrmex Faber, 1969

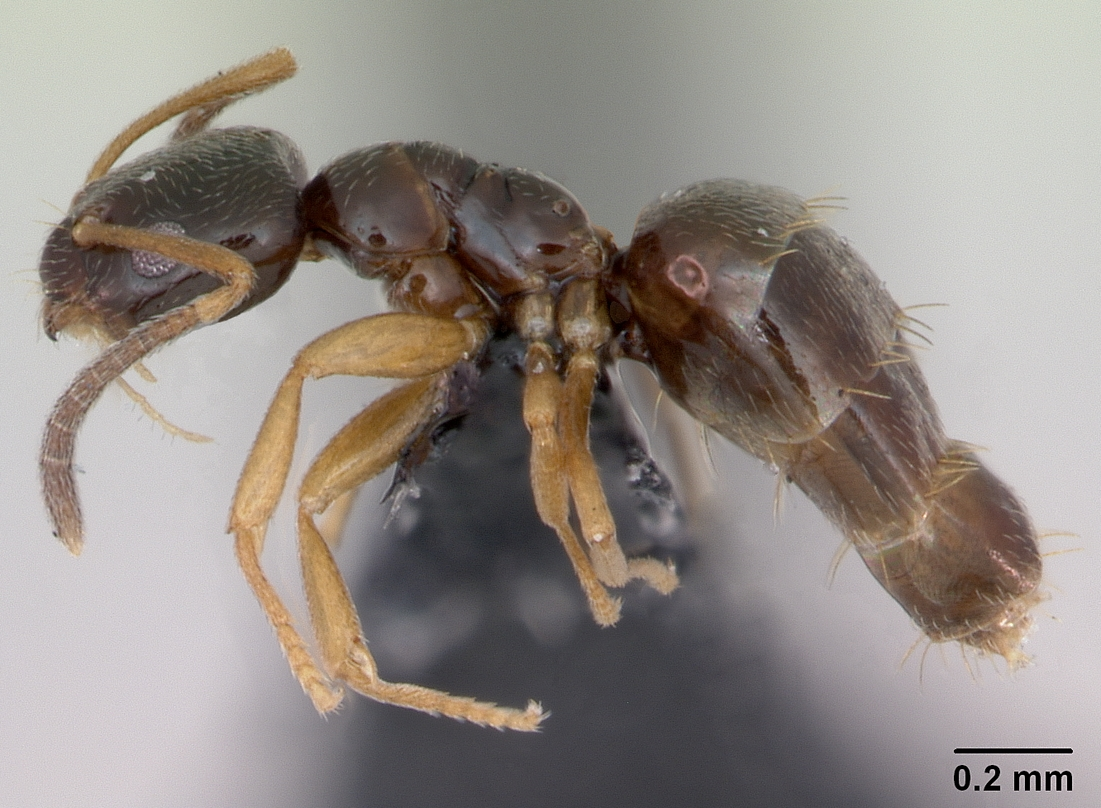
Plagiolepis pygmaea

- Plagiolepis pygmaea (Latreille, 1798) – mravenec titěrný
- Plagiolepis vindobonensis Lomnicki, 1925
- Plagiolepis xene Stärcke, 1936 – mravenec cizí

Lasius Fabricius, 1804
- subgen. Austrolasius Faber, 1967

- Lasius reginae Faber, 1967 – mravenec královnin

- subgen. Cautolasius Wilson, 1955

- Lasius flavus (Fabricius, 1782) – mravenec žlutý
- Lasius myops Forel, 1894

- subgen. Dendrolasius Ruzsky, 1912

- Lasius fuliginosus (Latreille, 1798) – mravenec černolesklý

- subgen. Chthonolasius Ruzsky, 1912

- Lasius bicornis (Förster, 1850)
- Lasius citrinus Emery, 1922

= Lasius affinis (Schenck, 1852)
- Lasius distinguendus (Emery, 1916)
- Lasius jensi Seifert, 1982
- Lasius meridionalis (Bondroit, 1920)
- Lasius mixtus (Nylander, 1846)
- Lasius nitidigaster Seifert, 1996
- Lasius rabaudi (Bondroit, 1917)
- Lasius sabularum (Bondroit, 1918)
- Lasius umbratus (Nylander, 1846) – mravenec stínomilný

- subgen. Lasius Fabricius, 1804

- Lasius alienus (Förster, 1850)
- Lasius austriacus Schlick-Steiner, Steiner, Schödl & Seifert, 2003
- Lasius brunneus (Latreille, 1798) – mravenec hnědý
- Lasius emarginatus (Olivier, 1792) – mravenec parkový
- Lasius neglectus Van Loon, Boomsma & Andrasfalvy, 1990
- Lasius niger (Linnaeus, 1758) – mravenec obecný
- Lasius paralienus Seifert, 1992
- Lasius platythorax Seifert, 1991 – mravenec zploštělý
- Lasius psammophilus Seifert, 1992

Camponotus Mayr, 1861
- subgen. Camponotus Mayr, 1861

- Camponotus herculeanus (Linnaeus, 1758) – mravenec obrovský
- Camponotus ligniperdus (Latreille, 1802) – mravenec dřevokaz
- Camponotus vagus (Scopoli, 1763)

- subgen. Colobopsis Mayr, 1861

- Camponotus truncata (Spinola, 1808) – mravenec větvičkový

- subgen. Myrmentoma Forel, 1912

- Camponotus atricolor (Nylander, 1849)
- Camponotus fallax (Nylander, 1856) – mravenec klamavý
- Camponotus lateralis (Olivier, 1792)
- Camponotus piceus (Leach, 1825)

= Orthonotomyrmex merula (Losana, 1834)
- subgen. Tanaemyrmex Ashmead, 1905

- Camponotus aethiops (Latreille, 1798) – mravenec teplomilný

Cataglyphis Förster, 1850
- Cataglyphis aenescens (Nylander, 1849)
- Cataglyphis cursor (Fonscolombe, 1846)

Formica Linnaeus, 1758
- Formica aquilonia Yarrow, 1955
- Formica cinerea Mayr, 1853 – mravenec stříbřitý
- Formica cunicularia Latreille, 1798
- Formica exsecta Nylander, 1846 – mravenec pastvinný
- Formica foreli Bondroit, 1918
- Formica fusca Linnaeus, 1758 – mravenec otročící
- Formica fuscocinerea Forel, 1874
- Formica gagates Latreille, 1798
- Formica lemani Bondroit, 1917
- Formica lugubris Zetterstedt, 1838
- Formica picea Nylander, 1846

= Formica transkaucasica auct. nec Nassonov, 1889
- Formica polyctena Förster, 1850 – mravenec množivý
- Formica pratensis Retzius, 1783 – mravenec travní

= Formica nigricans Bondroit, 1912
- Formica pressilabris Nylander, 1846
- Formica rufa Linnaeus, 1761 – mravenec lesní
- Formica rufibarbis Fabricius, 1793
- Formica sanguinea Latreille, 1798 – mravenec loupeživý
- Formica truncorum Fabricius, 1804

Polyergus Latreille, 1804
- Polyergus rufescens (Latreille, 1798) – mravenec otrokářský